# Телиш
Тели́ш (болг. Телиш) — село в Плевенській області Болгарії. Входить до складу общини Червен-Бряг.

## Населення
За даними перепису населення 2011 року у селі проживали 1032 особи.
Національний склад населення села:
| Національність   | Кількість осіб | Відсоток |
| ---------------- | -------------- | -------- |
| болгари          | 1004           | 99,3%    |
| турки            | 3              | 0,3%     |
| цигани           | 0              | 0%       |
| інша             | 4              | 0,4%     |
| не визначились   | 0              | 0%       |
| Всього відповіли | 1011           |          |

Розподіл населення за віком у 2011 році:
Динаміка населення: